# Mike Barrowman
Michael ("Mike") Ray Barrowman (Costa Mesa, 4 december 1968) is een voormalig Amerikaanse zwemmer. Hij werd eenmaal olympisch kampioen.

## Carrière
Barrowman won in 1987 zilver op de 200 meter schoolslag op de Pan-Amerikaanse Spelen. In 1988 nam hij deel aan de Olympische Zomerspelen. Daar werd hij vierde op de 200m schoolslag. Later dat jaar zwom hij met 2.12,90 een nieuw wereldrecord op de 200 meter schoolslag. In 1991 nam hij deel aan de Wereldkampioenschappen zwemmen 1991 in Perth. Barrowman werd wereldkampioen op de 200 meter schoolslag in een wereldrecordtijd van 2.11,23. In 1992 kwalificeerde hij zich opnieuw voor de Olympische Zomerspelen en hij won een gouden medaille op de 200m schoolslag in opnieuw een wereldrecordtijd (2.10,16).
Barrowman zwom vier jaar voor de Universiteit van Michigan. Tussen 1989 en 1991 won hij drie keer de NCAA titel voor de 200m schoolslag. Zijn NCAA-record uit 1990 van 1.53.77 bleef 11 seizoenen onverslagen. Het record werd in 2001 verbroken door Brendan Hansen.
In 1989 en 1990 was hij de beste mannelijke zwemmer van het jaar volgens het blad Swimming World Magazine. Barrowman is opgenomen in de  International Swimming Hall of Fame.

## Internationale toernooien
| Jaar | Olympische Spelen  | WK langebaan    | PanPacs                                               | Pan-Ams         |
| ---- | ------------------ | --------------- | ----------------------------------------------------- | --------------- |
| 1987 |                    |                 | geen deelname                                         | 200m schoolslag |
| 1988 | 4e 200m schoolslag |                 |                                                       |                 |
| 1989 |                    |                 | 200m schoolslag                                       |                 |
| 1991 |                    | 200m schoolslag | 100m schoolslag · 200m schoolslag · 4x100m wisselslag | geen deelname   |
| 1992 | 200m schoolslag    |                 |                                                       |                 |

## Persoonlijke records
Langebaan
| Afstand         | Tijd    | Datum            | Plaats    |
| --------------- | ------- | ---------------- | --------- |
| 100m schoolslag | 1.02,02 | 22 augustus 1991 | Edmonton  |
| 200m schoolslag | 2.10,16 | 29 juli 1992     | Barcelona |